# Гримау, Хулиан

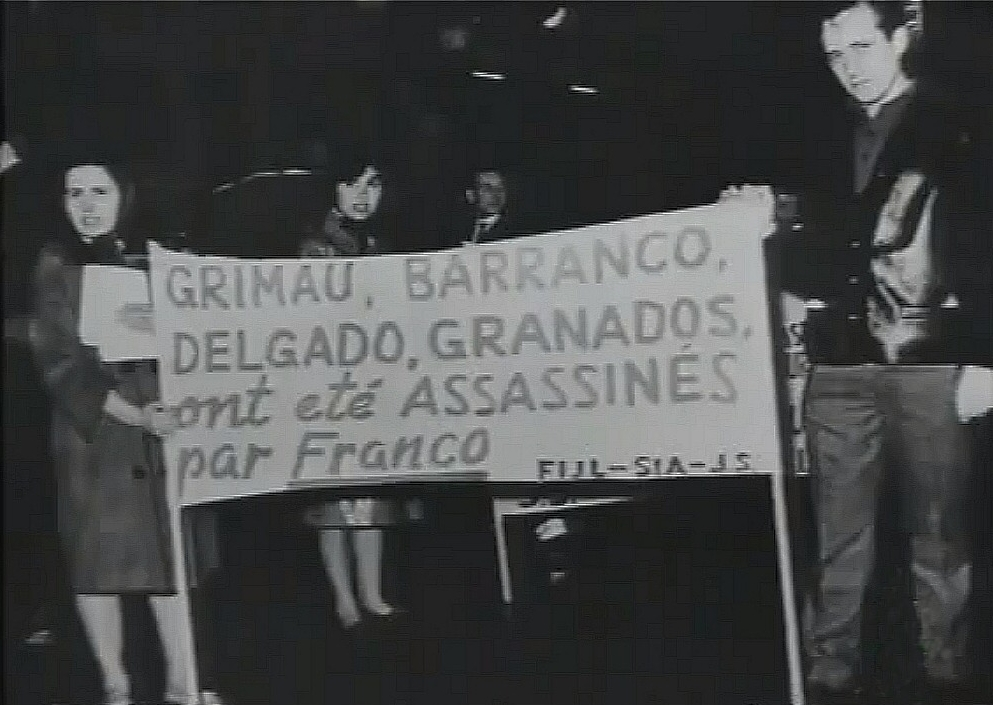
Демонстрация в Париже против расправы Франко над Гримау и другими республиканцами

Хулиа́н Грима́у Гарси́я (исп. Julián Grimau García; 18 февраля 1911, Мадрид — 20 апреля 1963, Мадрид) — испанский коммунист. Был приговорён к смерти за свою деятельность во время Гражданской войны и казнён франкистским режимом вопреки многочисленным протестам мировой общественности.

## Биография
По профессии типографский рабочий, Гримау Гарсия участвовал в рабочем движении с 16 лет. Бывший член Республиканской левой партии, в 1936 году вступил в Компартию Испании.
Во время гражданской войны, сражался в рядах республиканцев. Состоял в органах политической полиции и был замешан в репрессиях (возможно, казнях и пытках) антисталински настроенных бойцов интербригад, также членов ПОУМ.
В 1940—1947 годах вёл партработу на Кубе и в Доминиканской Республике. В 1954 году избран в ЦК КПИ.
В 1957 году был направлен в Испанию на нелегальную работу.
В 1962 году арестован тайной полицией и приговорён судом к смертной казни. Несмотря на протесты мировой общественности (включая папу Иоанна XXIII), приговор был приведён в исполнение 20 апреля 1963 года.
Имя Хулиана Гримау носит улица в Москве, Дивногорске и Берлине. Одноименная улица Днепропетровска была переименована в честь Виктора Мерзленко.